# Corte Vecchia

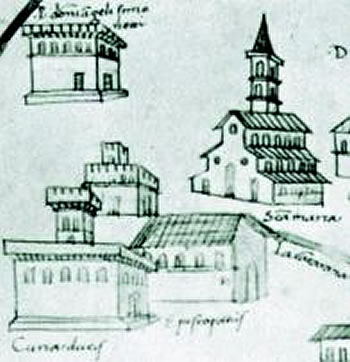
Corte Vecchia sprzed roku 1490

Corte Vecchia – jeden z najstarszych zachowanych budynków w Mediolanie, jedna z pierwszych siedzib władcy Mantui Ludovico II z Gonzaga (1412-1478), a następnie włoskiego rodu arystokratycznego Sforza.

## Historia
Corte Vecchia (wł. stara rezydencja) została wybudowana prawdopodobnie w XIV wieku. W jej sąsiedztwie znajdował się późniejszy pałac Castello di San Giorgio. Pałac zbudowano w latach 1395-1406, a jego architektem był Bartolino da Novara. W wieku XV, za sprawą Ludovico II, pałac został przebudowany zgodnie z projektem Luca Fancelli i stał się główną siedziba rodu, który przeniósł się z Corte Vecchia. Stara rezydencja stała się budynkiem gościnnym lub chwilowymi rezydencjami znanych rodzin arystokratycznych. Jedną z nich był ród d’Este. W latach 1493–1496 w domu tym gościł Leonardo da Vinci, który część pomieszczeń przeznaczył na pracownię. Był wówczas gościem Isabella d’Este, której miał namalować portret. Leonardo nie wykonał pracy i wykonał jedynie szkic,  znany jako Portret Isabelli d’Este. Po nim pracownia była zajmowana w latach 1496-1506 przez Andrea Mantegna (1431-1506), a następnie przez Lorenzo Leonbruno (1489-1537) i Lorenzo Costa (1460-1535).
Obecnie Corte Vecchia jest częścią kompleksu budynków, które w całości składają się na Muzeum Palazzo Ducale, a jego część jest nazwana Apartamentami Isabella.